# Grane oružanih snaga
Grane (vidovi) oružanih snaga su dijelovi oružanih snaga namijenjeni za vođenje borbe u određenoj zemljopisnoj sredini (kopno, more, zračni prostor). Osnovne grane u većini oružanih snaga su:
- kopnena vojska,
- ratna mornarica,
- ratno zrakoplovstvo.

Postojanje podjela na grane u oružanim snagama određuje prvenstveno veličina i zemljopisni položaj države (npr. država bez izlaza na more), veličina, materijalne i tehničke mogućnosti njezinih oružanih snaga, kao i usvojena vojna doktrina. Grane se načelno dijele na rodove i službe. 
Osim tri osnovne grane, u nekim oružanim snagama postoje i još neke, najčešće posebne namjene kao primjerice "Svemirske obrambene snage" i "Strateške raketne snage" u Rusiji ili marinci u SAD-u. 
Oružane snage Republike Hrvatske podijeljene su na tri grane: Hrvatska kopnena vojska, Hrvatska ratna mornarica i Hrvatsko ratno zrakoplovstvo.

## Vanjske poveznice
- Hrvatska enciklopedija, članak "vojne grane"